# Colégio Estadual do Paraná
O Colégio Estadual do Paraná (CEP), conhecido por Colégio Estadual, é um tradicional estabelecimento de ensino público paranaense, localizado na cidade de Curitiba. Considerado o maior e o mais antigo colégio público do estado,  atende a cerca de 5.200 estudantes anualmente. O colégio oferece o Ensino Fundamental e Ensino Médio: Curso Técnico Integrado e Curso Técnico Subsequente. Também possui um Centro de Línguas (CELEM), cursos de artes e treinamentos em diversas modalidades esportivas.
O CEP é uma instituição vinculada à Secretaria de Estado da Educação, localizada no bairro Alto da Glória e sua sede ocupa uma área total de 40.000 m². A edificação comporta quarenta e sete salas de aula, três Laboratórios de Informática, laboratórios específicos para as disciplinas de Química, Física, Biologia, Matemática e Língua Portuguesa, um laboratório de Prótese Dentária, um laboratório de Saúde Bucal , sala de dança para o DANCEP com oferta de aulas de Balé, Alongamento Dança Contemporânea, Jazz e Produção, salas especiais para a Escolinha de Arte e para o Centro de Línguas do Colégio Estadual do Paraná (Centro de Línguas Estrangeiras Modernas - CELEM) com oferta de quatro idiomas (alemão, espanhol, francês e japonês), ampla área de Educação Física e desportos, inclusive 2 piscinas, ginásio, campos de futebol, basquete e vôlei e pista de atletismo. Além de todos estes ambientes, há o auditório Bento Mossurunga, o salão nobre, o refeitório, o Museu Guido Straube e o Planetário Prof. Francisco José Gomes Ribeiro. Além de todos estes espaços também fazem parte do CEP, o Canteiro de Obras (Colégio Estadual do Paraná (localizado no bairro Santa Felicidade) e o Observatório Astronômico Professor Doutor Leonel Moro (localizado no município de Campo Magro, Região Metropolitana de Curitiba). O Colégio Estadual possui um espaço físico privilegiado pela localização e tamanho da áreas que é disponibilizado não apenas para seus estudantes, professores e funcionários, mas que acolhe diferentes eventos artísticos, científicos e culturais do Estado e da capital, consistindo assim num espaço integrado às necessidades sociais da comunidade, como a Banda Sinfônica Bento Mossurunga.
Em 1974, o CEP foi transformado em um Órgão de Regime Especial, possuindo assim autonomia relativa e maior orçamento. Esta situação fez com que o Colégio Estadual se tornasse um dos poucos colégios públicos do estado sem eleição para diretores, pois sendo uma autarquia, o diretor é nomeado diretamente pelo Governo do Paraná, fato que acabou em 2010, após manifestações da comunidade do Colégio e ao então Governador Orlando Pessuti, que logo após assumir o governo colocou em votação a PL (Projeto de Lei) que incluía o CEP nos colégios com consulta direta para Diretor Geral e Auxiliares. Apesar de deixar de ser uma autarquia do Governo, o Regime Especial continua valendo.

## História do Colégio Estadual
Em 1846 foi criado o Licêo de Curitiba, futuro Colégio Estadual, em uma casa alugada no "Largo da Matriz", atual Praça Tiradentes. A fundação do futuro Colégio Estadual do Paraná se deu pelo, então, presidente da província de São Paulo, o barão de Suruí - Marechal Manuel da Fonseca Lima e Silva. Em 1854, inaugurou-se a primeira sede na rua da Assembleia (atual Alameda Dr. Muricy), sendo que em 1857 é instalada no Licêo a primeira Biblioteca Pública da Província (atual Biblioteca Pública do Paraná).

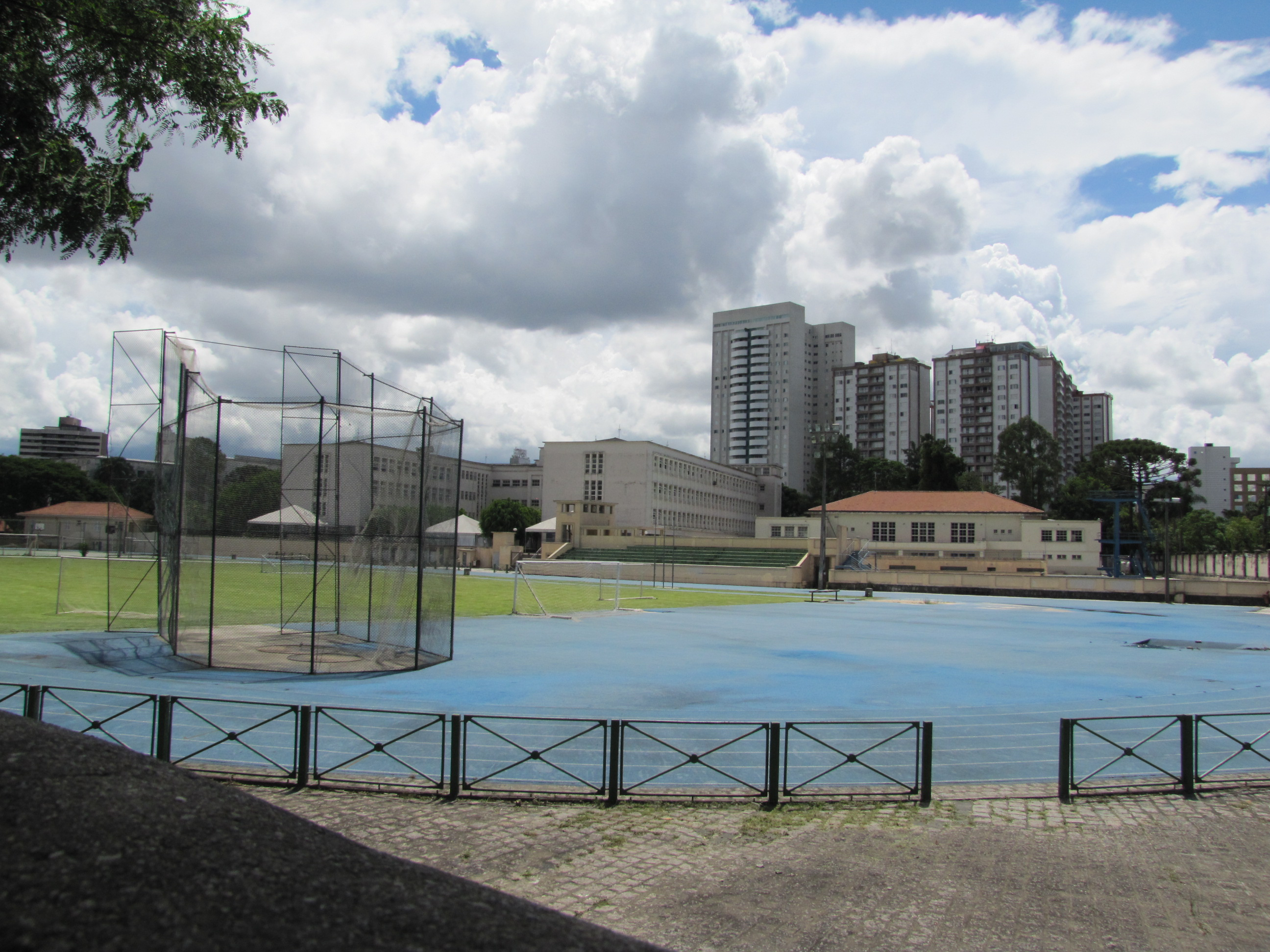
Praça de esportes - atrás da arquibancada, os dois prédios são salas de aula e, ao lado, o ginásio de esportes

Em 1872, o Governo Provincial adquiriu para a sede do Licêo um imóvel situado na rua Aquidaban (atual rua Emiliano Perneta), pertencente ao Comendador Manuel Antônio Guimarães, o Visconde de Nacar e hoje é o Instituto de Educação Professor Erasmo Pilotto.
No ano de 1876, o Licêo foi transformado no Instituto Paranaense. Com a reforma do ensino em 1892, o Instituto Paranaense foi denominado Gymnásio Paranaense. No dia 22 de maio de 1880, o Instituto Paranaense foi visitado pelo Imperador D. Pedro II.
Em 1904 foi fundada uma nova sede na rua Borges de Macedo (atual Secretaria de Estado da Cultura). Em 1918, é criado no Palacete Loureiro, o Gymnásio Paranaense Internato, sendo que em 1925 muda sua sede para o Colégio Diocesano e Seminário (atual Colégio Marista Paranaense).
Em 1942, o então Gymnásio Paranaense passou a ser nominado Colégio Paranaense. No mesmo ano a Reforma Capanema transforma o curso fundamental em curso ginasial, com quatro anos de duração, e o curso complementar em curso colegial, de três anos, com o clássico e o científico.
Em 1943, a instituição de ensino passou a ser denominada Colégio Estadual do Paraná. Em abril do mesmo ano o Colégio Paranaense (Internato) desvinculou-se do Estado.
A nova sede do Colégio Estadual do Paraná seria na "Praça Santos Andrade", onde hoje está o Teatro Guaíra, contudo, a área foi considerada pequena e em 1944, é desapropriada a Chácara da Glória, na  Rua João Gualberto, iniciando-se a construção da atual sede. A construção do prédio atual foi iniciada pelo interventor Manoel Ribas e terminada pelo seu sucessor constitucional, o governador Moisés Lupion e foi inaugurado em 29 de março de 1950.
A atual sede foi inaugurada em 1950 pelo Presidente da República General Eurico Gaspar Dutra e pelo Ministro da Educação e Cultura, Professor Clemente Mariani. Em 1951 foi inaugurada a área desportiva (piscinas, ginásio, pista e campo).

## Grêmio Estudantil do Colégio Estadual do Paraná (GECEP)

### História
O Grêmio Estudantil do Colégio Estadual do Paraná - GECEP foi fundado em 3 de novembro de 1951 com o título de Centro Estudantil do Colégio Estadual do Paraná. Foi reorganizado em 1966, é órgão representativo do Corpo Discente do Colégio Estadual do Paraná. O GECEP, pessoa jurídica de direito privado, é uma entidade sem fins lucrativos, de duração indeterminada, com sede e foro em Curitiba, capital do Estado do Paraná. Tendo como associados 4.700 estudantes do Ensino Médio, Fundamental e Técnico.

### Lutas e Causas
O GECEP tem como objetivo estimular a cultura e atender aos interesses individuais e coletivos dos estudantes, bem como lutar pela permanente democracia dentro do Colégio Estadual do Paraná.

### Movimento Pró-Democracia
No final de 2007 e início de 2008 foi fundado o Movimento Pró-Democracia. Um órgão independente do GECEP e constituído por associados. Essa organização tem como objetivo lutar juntamente com o GECEP em nome da permanente democracia dentro do Colégio Estadual do Paraná.
Em 2007 lutou e se manifestou em nome da Democracia através de apelos e manifestações ao então Governador do Estado, Roberto Requião. Os apelos foram feitos em nome do direito de poder votar para diretor e, a exoneração da então diretora Maria Madselva Ferreira Feiges.
Os apelos não foram atendidos pelo então Governador, estimulando assim, a revolta dos estudantes durante os próximos anos. Em 2008 foi realizado um plebiscito com a comunidade escolar do Colégio Estadual do Paraná, obtendo como resposta que 90% da comunidade esperava e desejava escolher um diretor.
Em 2010, com o afastamento do Governador Roberto Requião os alunos se manifestaram outra vez, e, assim em 2010, os estudantes conseguiram uma reunião com a equipe do então Vice-Governador Pessuti, exigindo que o político assumisse o compromisso de mudar a realidade a que o CEP estava submetido. Assim que assumiu o governo, Orlando Pessuti afastou a então Diretora Geral Maria Madselva Ferreira Feiges.
Em 60 dias a comunidade escolar poderia escolher, então, através do voto direto o seu novo diretor.

### Luta pelo Regime Especial

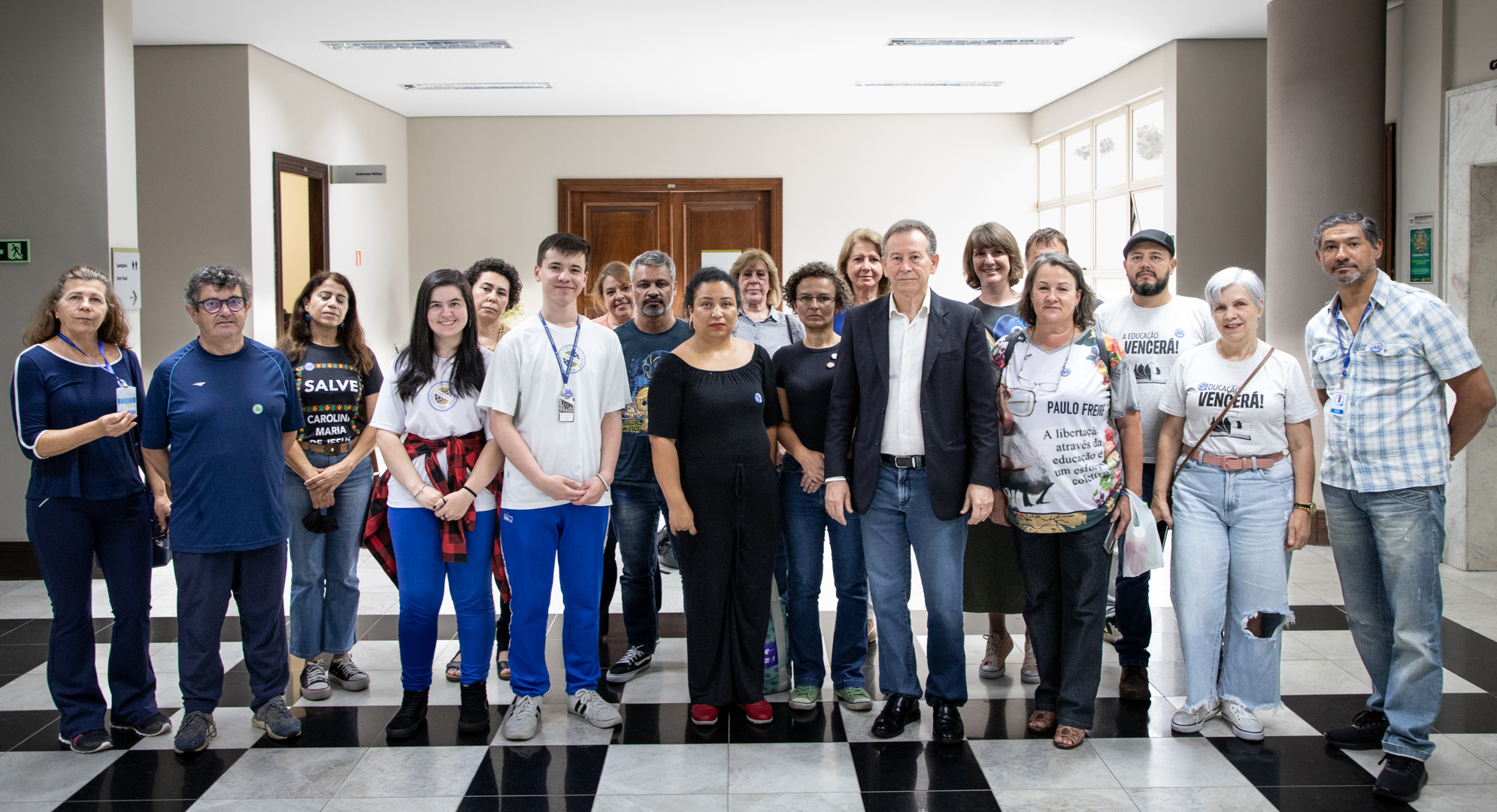
alunos, professores, membros da APP Sindicato e Deputado Estadual na articulação política

No final de 2022, o Grêmio atuou contra o projeto de lei 497, cujo artigo 58° previa o fim do Regime Especial do Colégio Estadual do Paraná, bem como o da Biblioteca Pública do Paraná. 
O Governo Estadual da época enviou o PL as pressas, e assim os alunos do GECEP coordenaram um movimento, junto com os alunos do próprio colégio, até á Assembleia Legislativa do Estado do Paraná (ALEP), local onde o projeto seria votado. Além disso, houve articulações dentro da própria ALEP, com os Deputados Estaduais, por alunos do GECEP. 
Assim, conseguiram retirar de pauta o artigo que extinguiria o Regime Especial, fazendo com que fosse garantido todos os projetos do colégio, como as aulas de robótica e de astronomia, a manutenção da Escolhina de Artes, os diversos treinamentos de esportes ofertados pelo colégio, e todos esses projetos que auxiliam o desenvolvimento dos estudantes. 

## Primeiras eleições diretas para diretor no colégio
O governador do Paraná, Orlando Pessuti, sancionou a lei que determina eleições diretas para Diretor Geral no CEP. Determinou-se que no dia 14 de Setembro de 2010 fosse realizada a eleição complementar para ocupação do cargo até o final do mandato iniciado pela, afastada, diretora Maria Madselva Ferreira Feiges.
A Diretora Geral eleita foi a Profª Tânia Maria Acco, que assumiu a direção geral do CEP no dia 29 de setembro. A Chapa vencedora obteve 71% dos votos, contra 27% da chapa concorrente. Antes de ser eleita, a Profª Tânia lecionou Língua Portuguesa e Literatura dentro do Colégio Estadual do Paraná.
Em 2012 assumiu a Direção Geral a Pedagoga Laureci Schmitz Rauth, através da eleição, feita em 23 de novembro de 2011.

## Alunos ilustres
Diversas personalidades ilustres estudaram no Colégio Estadual do Paraná. Entre os políticos, destacam-se Jânio Quadros, Roberto Requião, Jaime Lerner e Carol Dartora. Entre os cientistas, destacam-se Aryon Rodrigues e Enedina Alves Marques. Entre escritores, Dalton Trevisan e Paulo Leminski. Além de diversos artistas, como Ary Fontoura, Herson Capri, Marjorie Estiano, Karol Conká, Luís Melo, Leonardo Miggiorin, Odelair Rodrigues, Ranieri González, Denise Stoklos e Letícia Sabatella.